# Sylvie Goulard
Sylvie Goulard, nacida Grassi (Marsella, 6 de diciembre de 1964), es una política francesa. Fue ministra de los Ejércitos (Defensa) de Francia en el ejecutivo de Édouard Philippe del 17 de mayo al 20 de junio de 2017. Fue Eurodiputada desde 2009, es autora de varios trabajos sobre la construcción y el funcionamiento de la Unión Europea. 
Antigua consejera de Romano Prodi en su calidad de presidente de la Comisión europea, Sylvie Goulard es electa diputada europea en la circunscripción Oeste de Francia durante las elecciones europeas de 2009 y posteriormente reelegida en 2014 en la circunscripción Sudeste. Ocupa también un escaño en el grupo Alianza de las demócratas y de los liberales para Europa.

## Biografía

### Formación
Sylvie Goulard obtiene una licenciatura en derecho en la universidad de Aix-Marsella en 1984. Es diplomada del Instituto de estudios políticos de París en 1986 y de la Escuela nacional de administración (ENA), promoción Libertad-Igualdad Hermandad en 1989.
Fue profesora en el Colegio de Europa en Brujas de 2005 a 2009.
Estudió alemán desde 6.º y efectuó durante su escolaridad sus primeras estancias lingüísticas en Alemania.

### Carrera administrativa
Sylvie Goulard trabajó en el ministerio de los Asuntos exteriores de Francia en la dirección de asuntos jurídicos de 1989 a 1999. Fue miembro del equipo francés encargado de negociar la reunificación de Alemania.
De 1993 a 1996, Sylvie Goulard trabají en el Consejo de Estado, antes de volver al servicio de prospectiva del ministerio de los Asuntos exteriores donde fue encargada de asuntos europeos en conexión con el servicio homólogo alemán.
De 1999 a 2001, fue investigadora asociada en el Centro de investigaciones internacionales (CERI).

### Consejera de Romano Prodi
Entre 2001 y 2004, fue consejera política del presidente de la Comisión europea Romano Prodi. Fue encargada sobre todo del seguimiento de la Convención sobre el futuro de Europa presidida por Valéry Giscard d'Estaing que pretende redactar entonces un proyecto de tratado constitucional.

### Carrera política

#### Actividades en el seno del Movimiento europeo
En 2006, fue elegida presidenta del Movimiento europeo-Francia (M-F), sucediendo a Pierre Moscovici que había sido candidato a su propia sucesión. Abandona la presidencia de la M-F en 2010 con el fin de volcarse en su mandato como diputada europea. 

#### Diputada europea

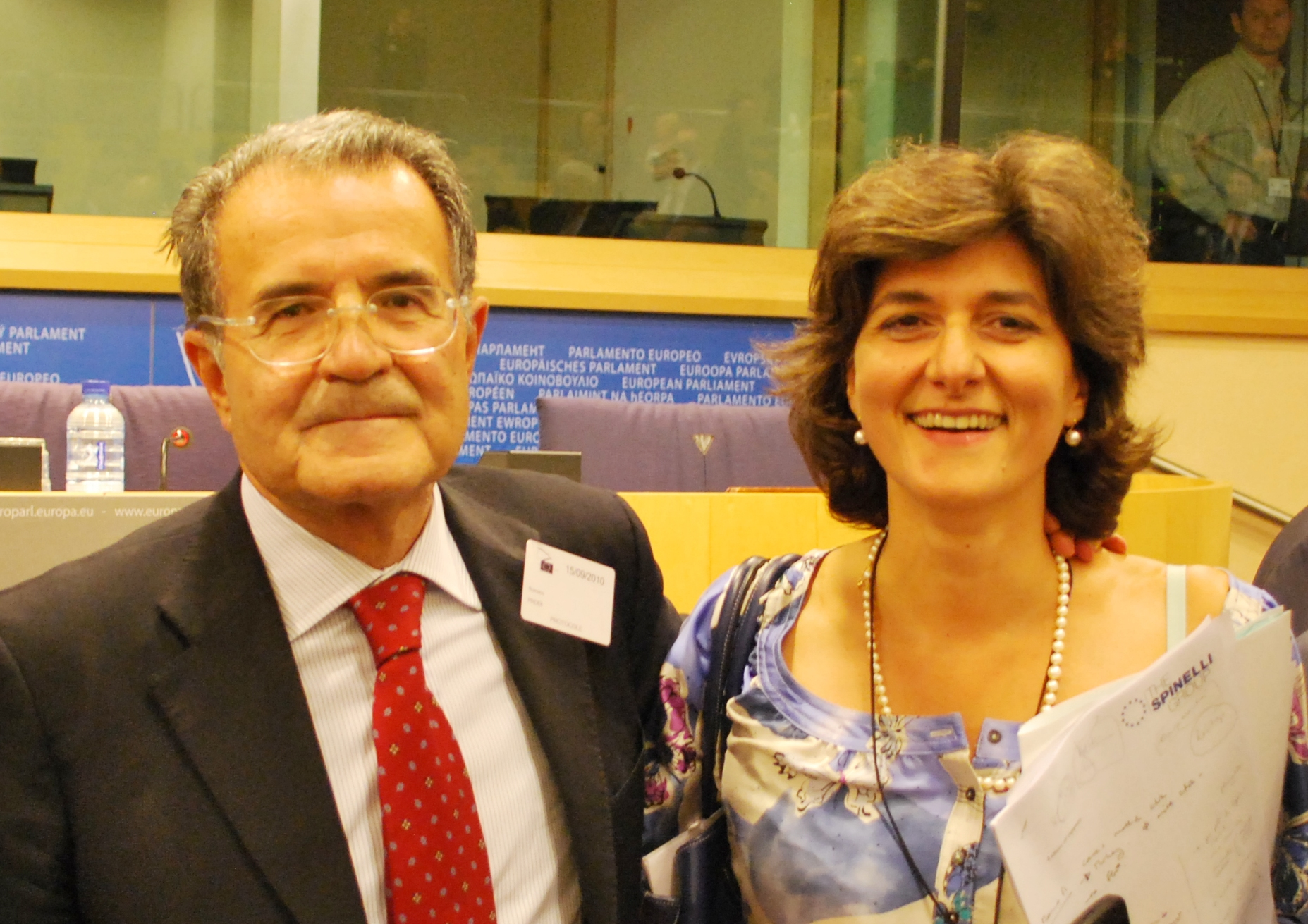
Romano Prodi y Sylvie Goulard durante la rueda de prensa para el lanzamiento del grupo Spinelli, el 15 de septiembre de 2010.

Sylvie Goulard fue elegida diputada europea en la lista del Movimiento demócrata en la circunscripción Oeste de Francia durante las elecciones europeas de 2009. Fue miembro del grupo parlamentario de la Alianza de las demócratas y de los liberales para Europa (ADLE). Fue elegida en 2014 en las listas centristas Los Europeos (UDI-MÓDEM). Presidió el intergrupo del parlamento europeo Extrema pobreza y derechos humanos-Comité Cuarto Mundo, en vínculo con ATD Cuarto Mundo.
En el Parlamento, es miembro de la comisión de los asuntos económicos y monetarios, donde asume las funciones de coordinadora para el grupo ADLE, miembro de la delegación para las relaciones con Japón, y miembro suplente de la comisión de la agricultura y del desarrollo rural durante la legislatura 2009-2014. Es miembro suplente de la comisión de los asuntos constitucionales desde 2014.
El 15 de septiembre de 2010, Sylvie Goulard cofonda, con Daniel Cohn-Bendit, Isabelle que Dura y Guy Verhofstadt el grupo Spinelli, una asociación de diputados europeos, de universitarios y otras personalidades políticas que tiene como objetivo promover el federalismo europeo.
En 2010, es relatora del Parlamento europeo sobre la creación de un Comité europeo del riesgo sistémico (CERS). Pide reglas y controles más estrictos de los mercados financieros, sobre todo sobre las entidades de dimensión europea.
En 2011, es relatora de un de los textos que componen el paquete « gobernanza económica » (« 6 pack ») ; su trabajo se desarrolla en particular sobre las sanciones a aplicar a los Estados de la zona euro que viola sus obligaciones europeas. Introduce en el debate la cuestión de las euro-obligaciones, incitaciones que considera necesarias para completar los dispositivos de sanciones. Defiende la idea de crear un « diálogo económico » entre los Estados y la Comisión, que tendría lugar en público en el Parlamento europeo con el fin de que todos los ejecutivos puedan argumentar públicamente sus puntos de vista.
A finales de 2012, Sylvie Goulard y Mario Monti, Primer ministro italiano, publican De la Democracia en Europa.
Paralelamente a su función de diputada europea, ha trabajado como consultora al seno del Instituto Berggruen sobre gobernanza, Council for the Future of Europa (organización sin ánimo de lucro), un think-tank basado en Estados Unidos.
En 2016, Sylvie Goulard fue relatora sobre el papel de la Unión en el marco de las instituciones y órganos internacionales en el dominio financiero, monetario y reglamentario.  Reclama más acción a nivel mundial, e influencia europea, en el marco global de regulación económica.
A finales de 2016, se presenta frente a Guy Verhofstadt como candidata del grupo ADLE a la próxima elección del presidente del Parlamento europeo. Siendo la única mujer en candidata, denuncia « que ninguna institución europea esté dirigida por una mujer ». Guy Verhofstadt finalmente es reelegido. 
Apoya a Emmanuel Macron, candidato del partido En Marcha!, en la elección presidencial de 2017. Organiza el encuentro entre el candidato a la presidencial y la cancillera alemana Angela Merkel.

#### Ministra de los Ejércitos
El 17 de mayo de 2017, fue nombrada ministra de los Ejércitos (Defensa) en el gobierno de Édouard Philippe. Fue segunda mujer en ejercer esta función, después de Michèle Alliot-Marie de 2002 a 2007. Dimitió un mes más tarde, el 20 de junio, tras quedar en entredicho por posibles irregularidades en el pago de los sueldos de sus asistentes cuando era eurodiputada.

## Vida personal
Está casada con Guillaume Goulard, consejero de Estado, y es madre de tres hijos.

## Condecoraciones
- 2008 : chevalier de la orden nacional del Mérito francés
- 2015 : chevalier de la orden del Mérito de la República federal de Alemania[17]

## Posiciones políticas
Sylvie Goulard es una eurofila convencida. Comienza a implicarse sobre este asunto durante las negociaciones sobre la reunificación de Alemania. [cita requerida].
En la clasificación de los parlamentarios europeos más influyentes, ocupa el puesto 9.º por su capacidad a expresarse en los medios de comunicación alemanes.

### Brexit
Durante las negociaciones que llevan sobre la salida de Reino Unido de la UE, después del voto mayoritario a favor del SÍ al referéndum, denuncia un reino « muy desunido » debido a las disparidades geográficas y sociales del voto, y una instrumentalización política.

### Adhesión de Turquía
Sylvie Goulard es poco favorable a una adhesión de Turquía a Europa. En su ensayo titulado El Gran Turco y la República de Venecia, con prefacio de Robert Badinter, explica sus reticencias a la consideración del proyecto de adhesión de Turquía a la UE : « Y evidentemente no con el fin de preservar una Europa blanca y católica, sino por el hecho de que las condiciones políticas y económicas no se dan », precisa. Esta adhesión es todavía más cuestionada en relación con el conflicto sirio. Subraya al respecto una gestión ardua de la crisis migratoria en Europa, señalando la « deriva de instituciones europeas que no funcionan correctamente ».

## Obras
- Le Grand Turc et la République de Venise, Fayard, 20043 Premio del libro para Europa 2005
- Le Partenariat privilégié, alternative à l’adhésion en colaboración con Rudolf Scharping, Karl Theodor Freiherr zu Guttenberg, Pierre Defraigne, Carlo Altomonte, Lucas Delattre, Note bleue de la Fondation Schuman no 38, 6 de diciembre de 2006
- Le Coq et la Perle, Seuil, febrero de 2007
- L'Europe pour les nuls, First, 2007 ; 3e édition, 2014 Prix du Livre européen de l'essai 2009.
- Il faut cultiver notre jardin européen, Seuil, junio 2008
- Francis Fontaine, Brune de Bodman (collaboratrice) et Sylvie Goulard (collaboratrice), , Paris, First édition, coll. « Pour les nuls », juillet 2010, XX-325 p., 23 cm (ISBN 978-2-7540-0778-8, notice BnF no FRBNF42232419)
- De la démocratie en Europe, con Mario Monti, Flammarion, 2012
- Europe : amour ou chambre à part, Flammarion, 2013, coll. « Café Voltaire »
- Goodbye Europe, Flammarion, 2016